# Фурнье, Жюльен
Жюлье́н Фурнье́ (фр. Julien Fournié, род. 19 апреля 1975 в Париже) — французский модельер, выпускник Высшей парижской школы моды.

## Биография
Имеет кастильское происхождение по материнской линии. Его дедушка и бабушка со стороны матери были специалистами по кожаным изделиям; родители отца занимались изготовлением корсетов, сам отец работал окулистом.
Жюльен начал рисовать карандашом с трёх лет. В детстве занимался музыкой. Начав жить самостоятельно, поселился в северном пригороде Парижа.
Два года обучался общей медицине, получил звание бакалавра по биологии, после чего начал решил получить образование в области моды и поступил в Высшую парижскую школу моды. Получил диплом в 2000 году. Во время показательного дефиле выпускников жюри Paris Fashion Awards 2000 вручило ему приз за лучший аксессуар. 
Работал в доме моды Nina Ricci, затем занимался аксессуарами для домов Christian Dior и Givenchy. Затем был принят на стажировку в дом Celine, после чего модельер Жан-Поль Готье взял его на должность ассистента-стилиста коллекции высокой моды. Фурнье работал над коллекцией «осень—зима 2001/2002», занимаясь поиском материалов и концепции для вышивок, также участвовал в создании сценических костюмов для Мадонны.
В конце 2001 года Жюльен перешёл в дом Claude Montana под руководством Стефана Парментье. Здесь он работал в качестве стилиста коллекций прет-а-порте и аксессуаров, разрабатывая коллекции сумок, шарфов и украшений. 
В начале 2003 года, в возрасте 28 лет, Фурнье был приглашён на пост модельера линии прет-а-порте дома Torrente. Ещё до выпуска его первой коллекции, дирекция назначила его главным модельером этого модного дома. Фурнье представил для Torrente четыре коллекции: «Париж — Голливуд» (прет-а-порте, весна—лето 2004), «Париж — Волшебник изумрудного города» (коллекция высокой моды, весна-лето 2004), «Париж — Коттон-клаб» (прет-а-порте, осень—зима 2004/2005), «Париж-1, улица Rond Point» (коллекция высокой моды, осень—зима 2004/2005). 
Затем Фурнье несколько лет работал с несколькими марками прет-а-порте в Азии, в особенности в Корее, одновременно делая аксессуары для обувного бренда Charles Jourdan. В начале 2008 года он подписал контракт с домом моды Ramosport.
В 2009 году Жульену Фурнье была присуждена высшая награда Парижа в сфере моды (категория «подтверждённое имя»).
Фурнье также интересуется живописью и является автором серии из девяти картин под названием «Женщины и их оружие».